# 宮本武蔵 (1990年のテレビドラマ)
『宮本武蔵』（みやもとむさし）は、1990年（平成2年）1月2日にテレビ東京で放送された12時間超ワイドドラマ（のちの新春ワイド時代劇）である。全6部。12時間超ワイドドラマ第10作。テレビ東京開局25周年記念番組。
主演は北大路欣也。原作は吉川英治の小説『宮本武蔵』。

## 概要
- 第一部 「若き武芸者の黎明」（1月2日12:00~13:50）[1]
- 第二部 「般若坂の決闘」（同13:50~15:34）
- 第三部 「小次郎無情・燕返し開眼」（同15:45~17:29）
- 第四部 「血戦・雪の三十三間堂」（同17:40~19:24）
- 第五部 「決闘・一乗下り松」（同19:30~22:04）
- 第六部 「決闘・巌流島」（同22:10~23:52）[2]

全6部合計の本編時間は9時間を超える、約552分。
北大路は1996年に同じ時間枠、同じ塙脚本で『徳川剣豪伝 それからの武蔵』（原作：小山勝清）に主演、巌流島の決闘から死を迎えるまでの武蔵を演じ、武蔵の最期までを演じている。
また2001年にはやや合計放映時間を短縮した「新世紀ワイド時代劇」として『宮本武蔵』が同じ原作、長坂秀佳脚本、上川隆也主演でリメイクされている。

## スタッフ
- 原作：吉川英治『宮本武蔵』
- 脚本：塙五郎
- 監督：舛田利雄（1）、江崎実生（2・5）、牧口雄二（3・4）、松尾昭典（6）
- 音楽：横山菁児
- 製作：テレビ東京、東映

同枠時代劇作品の脚本はベテラン作家たちの分業執筆が多かったが、同枠時代劇で初めて、当作では塙五郎が全6部を単独執筆で任された。
演出陣は、同枠初参加組と経験者組がそれぞれ2人ずつ、合わせて4人の監督が招かれ、映画界のヒットメーカーとして活躍していた舛田が初参加するなど、豪華な布陣となった。
演出について、初参加組と経験者組がそれぞれ3部ずつ担当する体制で、初参加組の舛田はTBS系『源義経』（当作前日・元旦夜に本放送）の演出も抱える多忙の中、当作第1部に腕を振るっている。本放送ではプライムタイムに放映される最長パート・第5部を任されたのは初参加組の江崎。江崎は第2部も担当し、江崎演出パートが当作中最も長い勘定となった。経験者組の牧口（4人中唯一の東映所属監督／85年作品で初参加）と松尾（86年作品で初参加）はいずれも同枠3度目の参加で、松尾が担った最終第6部など、主にドラマ後半を支えた。

## キャスト
- 宮本武蔵：北大路欣也

- お通：賀来千香子
- 本位田又八：田中健
- 朱実：伊藤かずえ
- 沢庵和尚：田村高廣
- お吟：島かおり
- お甲：加賀まりこ
- お杉：左幸子
- およう：本阿弥周子
- 登世：藤奈津子
- 小茶：岩崎ひろみ
- 佐々木小次郎：村上弘明
- 小次郎の母：志乃原良子
- 吉岡清十郎：萩原流行
- 吉岡伝七郎：内藤剛志
- 吉岡源左衛門：守田比呂也
- 吉岡源二郎：武田佑介
- 祇園藤次：草薙良一
- 宍戸梅軒：小沢象
- 辻風典馬：岩尾正隆
- 小野治郎右衛門：原口剛
- 小幡勘兵衛：宮城幸生
- 鐘捲自斎：山田良樹
- 有馬喜兵衛：木谷邦臣
- 岩間角兵衛：滝田裕介
- 木村助九郎：宮内敦士
- 青木丹左衛門：草野大悟
- 青木秀以：宮口二郎
- 青木城太郎：新井信彦
- 城太郎（少年時代）：津田充博（現・高野八誠）
- 淵川権六：早川雄三
- 植田左内：椎谷健治
- 三沢伊織：雨笠利幸
- 溝口信濃：加地健太郎
- 住職：簑和田良太
- 寺男：遠山金次郎
- 村人：宮城幸夫、大矢敬典、高谷舜二
- 乾児：小峰隆司、小船秋夫
- 従者：泉好太郎
- 炭焼き：畑中怜一
- 小者：永居光男
- 武者：細川純一、小坂和之、床尾賢一
- 重臣：峰蘭太郎
- 警護の侍：司裕介
- 参詣人：西山清孝
- 丙太：稲泉智万
- 秋山市之進：谷口孝史
- 阿厳：佐藤京一
- 胤舜：大前均
- 野洲川安兵衛：重久剛一
- 大友伴立：浜伸二
- 木賃の親爺：中村錦司
- 庄田喜左衛門：滝譲二
- 富田勢源：川浪公次郎
- 法師：阿波地大輔
- 山添団八：笹木俊志
- 出淵孫兵衛：五十嵐義弘
- 木村助九郎：藤沢徹夫
- 村田与三：入江武敏
- 鐘巻自斎：山田良樹
- 草薙天鬼：武井三二
- 門下生：岡崎賢司、松田吉博、木下通博、山田永二、清家三彦
- 駕かき：藤長照夫
- 牛方：辻喬次郎
- 牢人：池田謙治
- 武者修行：河本忠夫
- 番士：北村明男
- 柳生兵庫助：勝野洋
- 柳生石舟斎：今福将雄
- 柳生但馬守宗矩：久富惟晴
- 徳川家康：玉生司郎
- 徳川秀忠：福田健次
- 酒井忠勝：石田太郎
- 細川忠利：冨家規政
- 黒田長政：波多野博
- 福島正則：疋田泰盛
- 小早川秀秋：白井滋郎
- 北条氏長：石原良純
- 吉野太夫：中野良子
- 本阿弥光悦：織本順吉
- 妙秀尼：東龍子
- 長岡佐渡：山村聡
- 烏丸光広：柳川清
- 日観：下元勉
- 灰屋紹由：曽我廼家文童
- 厨子野耕介：大滝秀治

- 池田輝政：市川右太衛門

- ナレーター：鈴木瑞穂

## 制作背景
12時間超ワイドドラマの前身は、1979・80年の各1月2日に放映された、シリーズ映画一挙放映企画で、1980年、一挙放映されたのが「宮本武蔵」全5部作（1961~65）だった。この企画が好評を博したため、81年の同日同枠にはオリジナルドラマ大作の放映に乗り出すことになり、制作されたのが、80年の「武蔵」の続きを描こうとの意図もあって、萬屋錦之介主演「それからの武蔵」だった。この経緯の通り「12時間超ワイドドラマ」は元来、「武蔵」と縁のある枠であり、この1990年版は「縁ある枠で、武蔵を今度はオリジナルドラマで」という趣旨もあって制作された。
また、同枠が時代劇路線に回帰した85年から88年まで一貫して制作を手がけてきた東映に注目すれば、88年作品「花の生涯」が、視聴率面では健闘とはいえない成績に終わり（同作の質・内容については寧ろ高評価だったという）、その成績も一因となって、89年には松竹に同枠制作が委ねられていた。更に、その松竹制作の89年作品「大忠臣蔵」は視聴率でも好成績を残していた中、翌90年に向けての東映制作が決定しており、東映としては今回は「是が非でも」成功させたい、との思いもあり「武蔵」を企画した経緯もあったという。

## 再放送
翌1991年の年末に、『年忘れアンコール』と題し、3日分に分割して再放送された。
| 回 | 放送日（1991年） | 放送時間（JST） |
| -- | ---------------- | --------------- |
| 1  | 12月28日（土曜） | 17:30 - 20:54   |
| 2  | 12月29日（日曜） | 17:30 - 20:54   |
| 3  | 12月30日（月曜） | 16:50 - 20:54   |

更に後に、全13回シリーズに分割・再編集された形でも再放送されている。
地上波での再放送終了後、かなりの時を経て、2021年9月にCS時代劇専門チャンネルにて、全13回再編集版が放送されてCSに初登場、翌22年にも同チャンネルで放送されている。
VHS時代に松竹制作「12時間超ワイドドラマ」作品が全てソフト発売されたのとは対照的に、東映制作の同枠作品はソフト発売されておらず、ヒット作ながら当作も例外ではなかったため、当作のソフト版は2023年現在も発売されていない。